# Atletiek op de Olympische Zomerspelen 2008 - Hink-stap-springen mannen
Het hink-stap-springen voor mannen op de Olympische Spelen van 2008 in Peking vond plaats in Peking op 18 augustus (kwalificatieronde) en 21 augustus (finale) in het Nationale Stadion van Peking. De olympische titel ging naar de Portugees Nelson Évora, die een afstand van 17,67 overbrugde.

## Kwalificatie-eisen
Elk Nationaal Olympisch Comité mocht drie atleten afvaardigen die in de kwalificatieperiode (1 januari 2007 tot 23 juli 2008) aan de A-limiet voldeden (17,10 m). Een NOC mocht een atleet afvaardigen, die in dezelfde kwalificatieperiode aan de B-limiet voldeed (16,80 m).

## Medailles
| Goud   | Nelson Évora   | POR |
| Zilver | Phillips Idowu | GBR |
| Brons  | Leevan Sands   | BAH |

## Records
Vóór de Olympische Zomerspelen 2008 in Peking waren het wereldrecord en olympisch record voor dit onderdeel als volgt.

De zilverenmedaillewinnaar Phillips Idowu in Peking

| Wereldrecord     | 18,29 m | Jonathan Edwards | GBR | Göteborg, Zweden          | 7 augustus 1995  |
| Olympisch record | 18,09 m | Kenny Harrison   | USA | Atlanta, Verenigde Staten | 27 augustus 1996 |

## Uitslagen
De volgende afkortingen worden gebruikt:
- DNS Niet gestart
- CR Continentaal record
- OR Olympisch record
- SB Beste seizoensprestatie
- Q Aan kwalificatie eis van 17,10 m voldaan
- q Gekwalificeerd door middel van bij de eerste twaalf te eindigen
- x Ongeldige sprong

### Kwalificatieronde
Groep A: 18 augustus 2008 10:00

Groep B: 18 augustus 2008 10:00

| Groep | Rang | Atleet                      | Nationaliteit | Prestatie | Wind   | Extra |
| ----- | ---- | --------------------------- | ------------- | --------- | ------ | ----- |
| A     | 1    | Phillips Idowu              | GBR           | 17,44 Q   | (1.0)  |       |
| A     | 2    | Nelson Évora                | POR           | 17,34 Q   | (1.1)  | (SB)  |
| A     | 3    | Arnie David Giralt          | CUB           | 17,30 Q   | (0.9)  |       |
| A     | 4    | Igor Spasovchodski          | RUS           | 17,23 Q   | (0.4)  |       |
| A     | 5    | Marian Oprea                | ROU           | 17,17 Q   | (-0.7) |       |
| A     | 6    | Jadel Gregório              | BRA           | 17,15 Q   | (0.4)  |       |
| A     | 7    | Viktor Koeznjetsov          | UKR           | 17,11 Q   | (0.1)  |       |
| A     | 8    | Alexis Copello              | CUB           | 17,09     | (0.6)  |       |
| A     | 9    | Dmitrij Vaľukevič           | SVK           | 17,08     | (0.5)  |       |
| A     | 10   | Deokhyeon Kim               | KOR           | 16,88     | (0.4)  |       |
| A     | 11   | Rafeeq Curry                | USA           | 16,88     | (0.4)  |       |
| A     | 12   | Fabrizio Donato             | ITA           | 16,70     | (0.1)  |       |
| A     | 13   | Kenta Bell                  | USA           | 16,55     | (0.9)  |       |
| A     | 14   | Dzmitry Platnitski          | BLR           | 16,51     | (0.1)  |       |
| A     | 15   | Jefferson Sabino            | BRA           | 16,45     | (1.0)  |       |
| A     | 16   | Roman Valiyev               | KAZ           | 16,20     | (0.6)  |       |
| A     | 17   | Ibrahim Mohamdein Aboubaker | QAT           | 16,03     | (0.4)  |       |
| A     | 18   | Minwei Zhong                | CHN           | 15,59     | (0.4)  |       |
| A     | 19   | Redzhep Selman              | MKD           | 15,29     | (1.6)  |       |
| B     | 1    | Yanxi Li                    | CHN           | 17,30 Q   | (0.6)  | (PB)  |
| B     | 2    | Leevan Sands                | BAH           | 17,25 Q   | (0.5)  |       |
| B     | 3    | Onochie Achike              | GBR           | 17,18 Q   | (1.1)  |       |
| B     | 4    | Héctor Dairo Fuentes        | CUB           | 17,14 Q   | (1.1)  |       |
| B     | 5    | Momchil Karailiev           | BUL           | 17,12 Q   | (0.6)  |       |
| B     | 6    | Randy Lewis                 | GRN           | 17,06     | (0.6)  |       |
| B     | 7    | Mykola Savolaynen           | UKR           | 17,00     | (0.9)  | (SB)  |
| B     | 8    | Aleksandr Petrenko          | RUS           | 16,97     | (1.1)  |       |
| B     | 9    | Nathan Douglas              | GBR           | 16,72     | (0.1)  |       |
| B     | 10   | Danil Burkenya              | RUS           | 16,69     | (1.0)  |       |
| B     | 11   | Dimítrios Tsiámis           | GRE           | 16,65     | (1.0)  |       |
| B     | 12   | Vladimir Letnicov           | MDA           | 16,62     | (0.5)  |       |
| B     | 13   | Viktor Iastrebov            | UKR           | 16,52     | (0.4)  |       |
| B     | 14   | Colomba Fofana              | FRA           | 16,42     | (1.2)  |       |
| B     | 15   | Hugo Mamba-Schlick          | CMR           | 16,01     | (0.3)  |       |
| B     | 16   | Aarik Wilson                | USA           | 15,97     | (0.9)  |       |
| B     | 17   | Junjie Gu                   | CHN           | 15,94     | (1.0)  |       |
| B     | 18   | Renjith Maheshwary          | IND           | 15,77     | (0.5)  |       |
| B     |      | Tarik Bouguetaïb            | MAR           | NM        |        |       |
| B     |      | Ndiss Kaba Badji            | SEN           | NM        |        |       |

### Finale
21 augustus 2008 20:25
| Rang   | Atleet               | Nationaliteit | 1     | 2     | 3     | 4     | 5     | 6     | Resultaat | Extra |
| ------ | -------------------- | ------------- | ----- | ----- | ----- | ----- | ----- | ----- | --------- | ----- |
| Goud   | Nelson Évora         | POR           | 17,31 | 17,56 | x     | 17,67 | 17,24 | 16,52 | 17,67     | SB    |
| Zilver | Phillips Idowu       | GBR           | 17,51 | 17,31 | 17,62 | x     | 17,26 | 16,41 | 17,62     | SB    |
| Brons  | Leevan Sands         | BAH           | 16,91 | 16,55 | 17,59 | 17,26 | 17,32 | x     | 17,59     | NR    |
| 4      | Arnie David Giralt   | CUB           | 17,27 | 17,52 | 17,24 | 17,48 | x     | 17,08 | 17,52     | PB    |
| 5      | Marian Oprea         | ROU           | 17,22 | x     | x     | x     | x     | 16,69 | 17,22     |       |
| 6      | Jadel Gregório       | BRA           | 17,14 | 16,55 | 13,79 | 16,83 | 16,78 | 17,20 | 17,20     |       |
| 7      | Onochie Achike       | GBR           | 16,74 | x     | 17,17 | x     | 17,04 | x     | 17,17     |       |
| 8      | Viktor Koeznjetsov   | UKR           | 16,71 | 16,87 | x     | 16,81 | 16,48 | x     | 16,87     |       |
| 9      | Igor Spasovchodski   | RUS           | 16,79 | 16,37 | 15,63 |       |       |       | 16,79     |       |
| 10     | Yanxi Li             | CHN           | 15,93 | 16,35 | 16,77 |       |       |       | 16,77     |       |
| 11     | Momchil Karailiev    | BUL           | 16,48 | 16,39 | 16,38 |       |       |       | 16,48     |       |
| 12     | Héctor Dairo Fuentes | CUB           | 15,92 | x     | 16,28 |       |       |       | 16,28     |       |